# Namiki Shōzō II
 (septembre 2013).
Namiki Shōzō II (並木正三 ; mort en 1807) est un dramaturge kabuki japonais, parent du plus connu Namiki Shōzō I (en). Bien qu'aucune de ses pièces qui nous sont parvenues ne soit importante, il est peut-être l'auteur du Kezairoku (ou Gezairoku) de 1801, manuel de rédaction de pièce kabuki.